# Mistrzostwa Europy Strongman 1994
Mistrzostwa Europy Strongman 1994 – doroczne, indywidualne
zawody europejskich siłaczy.
Data: 1994 r.

Miejsce:  Francja
WYNIKI ZAWODÓW:
| Miejsce | Zawodnik             | Kraj     | Punkty |
| ------- | -------------------- | -------- | ------ |
| 1.      | Manfred Höberl       | Austria  | 40     |
| 2.      | Magnús Ver Magnússon | Islandia | 33     |
| 3.      | Gary Taylor          | Walia    | 32,5   |
| 4.      | Heinz Ollesch        | Niemcy   | 32     |
| 5.      | Jamie Reeves         | Anglia   | 26     |
| 6.      | Forbes Cowan         | Szkocja  | 22,5   |
| 7.      | Ted van der Parre    | Holandia | 19,5   |
| 8.      | László Fekete        | Węgry    | 9,5    |